# نقشوم (یمن)
 نقشوم  روستایی است در عزلهٔ (التهامة)، در ناحیهٔ (الجویة)، از توابع استان تَعِز در کشور یمن در شبه جزیره عربستان. 
جمعیت آن ۷۱ نفر (۵ خانوار) می‌باشد.